# Első hó (időjárási esemény)

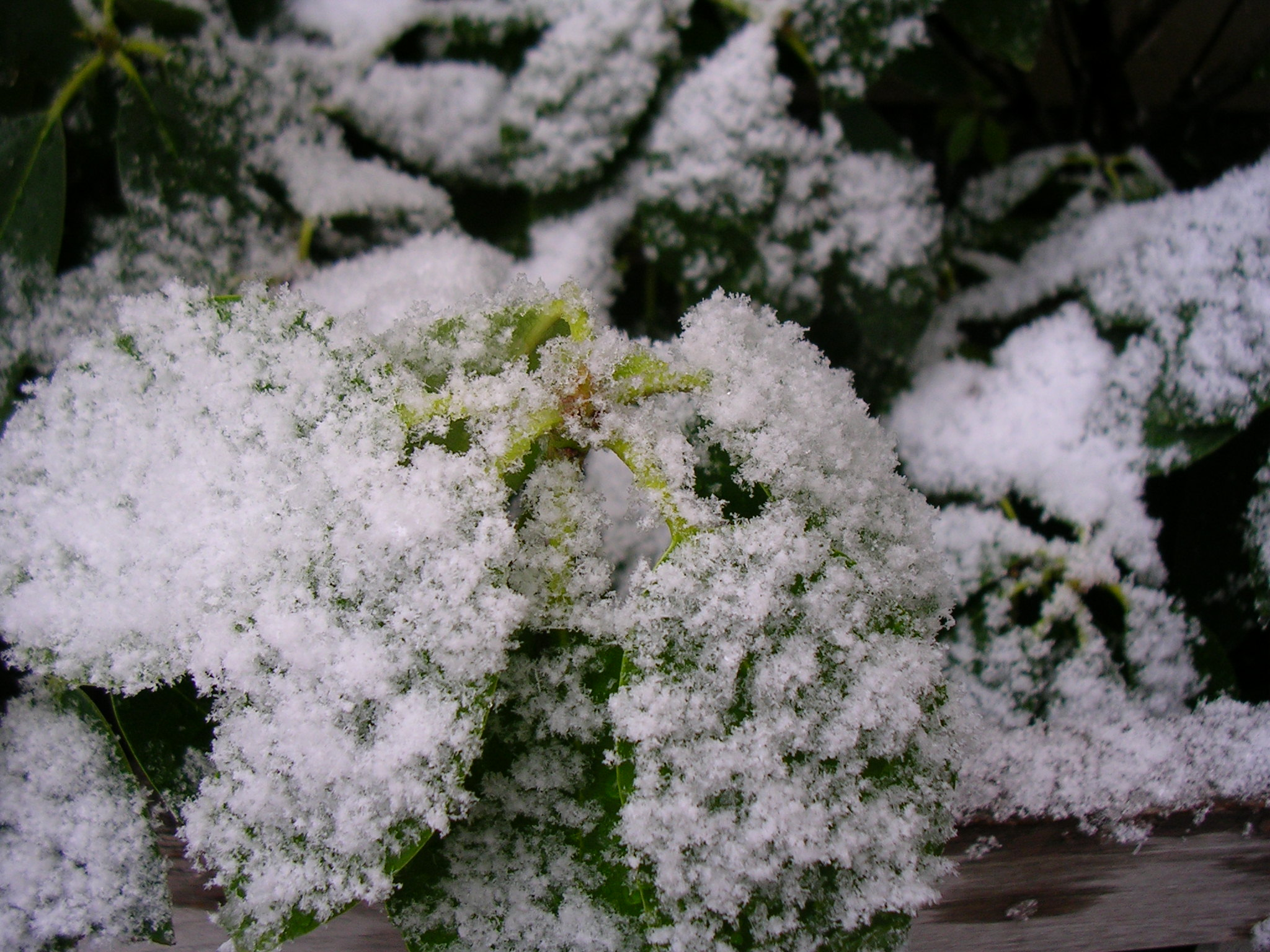
Frissen hullott hó borítja be egy növény zöld leveleit Bostonban egy korán érkezett havazás után

Az első hó kifejezést a köznyelvben arra a természeti jelenségre használjuk, amely a téli csapadék első szilárd formájú megjelenésével jár. Az első hó többnyire a téli időszak, vagy másik kifejezéssel élve a síszezon kezdetén lehullott első, legalább hólepel mennyiségben egy bizonyos ideig megmaradó összefüggő, vagy foltokban megmaradó hóréteget jelent.
Ugyanakkor az első hó kifejezést használhatjuk az adott évben először lehulló hóra, vagy az adott földrajzi helyen a valaha mért, vagy hosszabb időszak (sok esetben évtizedek, vagy akár évszázadok) elteltével bekövetkezett legelső hóesésre is. Ez utóbbi főleg szélsőséges időjárási körülmények közt, elsősorban a melegebb éghajlati övekbe tartozó területeken fordulhat elő.
Az első hó a magasabb területeken, a hegyvidékeken, vagy a fennsíkokon, illetve a sarkokhoz közelebb eső területeken jelenik meg a legkorábban. A sarkvidékeken és az örök hó határa fölött elhelyezkedő hegyvidéki területeken nem beszélhetünk első hóról, mivel az állandó fagypont alatti hőmérséklet következtében egész évben szilárd halmazállapotban hullik a csapadék.
A hóréteg megmaradását a levegő hőmérséklete, valamint a talaj hőmérséklete, valamint a lehullott hó mennyisége és a havazás intenzitása is  befolyásolja. Fagyott, nulla fok közeli, vagy az alatti felszíni hőmérsékletű felszín esetén kisebb mennyiségű havazás is megmarad. Minél magasabb hőmérsékletű a talaj felszíne, annál erősebb intenzitású havazásra van szükség ahhoz, hogy megmaradjon a hó a felszínen. Az eltérő anyagú felületek, mint például az aszfalt és a termőföld, vagy épp a növényzettel borított részek, más-más hőmérsékletűek lehetnek, ezért a lehullott hómennyiség is változó mértékben marad meg rajtuk.

## Afganisztán
A Helmland tartományban fekvő, 2006-ban alapított Camp Bastion katonai táborban először hullott hó 2014. február harmadikán 2006 óta.

## Algéria
Harminchét év után 2016. december 20-án reggelre hó borította az algériai Ain Sefra városát és környékét. A hó mintegy egy napig maradt meg a sivatagban. Ezt követően 2017 januárjában is havazott, majd 2018 január 7-én is. 1979. február 18-án is Ain Sefra városában havazott.

## Amerikai Egyesült Államok
2014. szeptember másodikán hullott le az első hó Alaszkában, valamint a Sziklás-hegységben (Wyoming államban) a 2700 méteres magasságok feletti területeken is lehullott az első hó.
Az első hó lehullásának dátumai az Egyesült Államok különböző pontjain:
| Hely                              | Első hó átlagos dátuma | Eddig mért legkorábbi hóesés dátuma | Eddig mért legkorábbi hóesés dátuma |
| Hely                              | Első hó átlagos dátuma | Év                                  | Hónap                               |
| --------------------------------- | ---------------------- | ----------------------------------- | ----------------------------------- |
| Barrow, Alaszka                   | 08.25.                 | Bármikor hullhat hó                 | Bármikor hullhat hó                 |
| Fairbanks, Alaszka                | 09.29.                 | 1995                                | 08.25.                              |
| Anchorage, Alaszka                | 10.17.                 | 1947                                | 09.20.                              |
| Juneau, Alaszka                   | 11.04.                 | 1908                                | 09.26.                              |
| Seattle, Washington állam         | 12.23.                 | 1971                                | 10.27.                              |
| Spokane, Washington állam         | 11.15.                 | 1926                                | 09.23.                              |
| Pendleton, Oregon                 |                        | 1971                                | 10.27.                              |
| Portland, Oregon                  | 12.26.                 | 1935                                | 10.29.                              |
| Medford, Oregon                   | 12.15.                 | 1956                                | 10.27.                              |
| Great Falls, Montana              | 10.02.                 | 1992                                | 08.22.                              |
| Billings, Montana                 | 10.14.                 | 1962                                | 09.07.                              |
| Boise, Idaho                      | 11.19.                 | 2008                                | 10.10.                              |
| Pocatello, Idaho                  | 10.27.                 | 1965                                | 09.16.                              |
| Tahoe City, Kalifornia            | 11.04.                 | 1952                                | 09.11.                              |
| Yosemite Nemzeti Park, Kalifornia | 12.21.                 | 1916                                | 10.02.                              |
| Reno, Nevada                      | 11.16.                 | 1982                                | 09.29.                              |
| Elko, Nevada                      | 11.04.                 | 1895                                | 09.20.                              |
| Alta, Utah                        | 10.03.                 | 1973                                | 09.01.                              |
| Salt Lake City, Utah              | 11.04.                 | 1965                                | 09.17.                              |
| Cedar City, Utah                  | 10.29.                 | 1965                                | 09.18.                              |
| Casper, Wyoming                   | 10.04.                 | 1962                                | 09.08.                              |
| Cheyenne, Wyoming                 | 10.03.                 | 1929                                | 09.08.                              |
| Denver, Colorado                  | 10.17.                 | 1961                                | 09.03.                              |
| Pueblo, Colorado                  | 11.07.                 | 1971                                | 09.17.                              |
| Crested Buttle, Colorado          | 10.06.                 | 1961                                | 09.03.                              |
| Grand Junction, Colorado          | 11.15.                 | 1965                                | 09.18.                              |
| Red River, Új-Mexikó              | 10.14.                 | 1971                                | 09.17.                              |
| Albuquerque, Új-Mexikó            | 11.23.                 | 1986                                | 10.12.                              |
| Flagstaff, Arizóna                | 11.13.                 | 1965                                | 09.19.                              |
| Tucson, Arizóna                   | 01.11.-02.03.          | 1964                                | 11.15.                              |
| Bismarck, Észak-Dakota            | 10.26.                 | 1903                                | 09.12.                              |
| Fargo, Észak-Dakota               | 11.03.                 | 1912                                | 09.25.                              |
| Pierre, Dél-Dakota                | 11.08.                 | 1934                                | 09.25.                              |
| Rapid City, Dél-Dakota            | 10.18.                 | 1970                                | 09.13.                              |
| Sioux Falls, Dél-Dakota           | 11.02.                 | 1939                                | 09.25.                              |
| Int'l Falls, Minnesota            | 10.19.                 | 1964                                | 09.14.                              |
| Duluth, Minnesota                 | 10.21.                 | 1991                                | 09.18.                              |
| Omaha, Nebraska                   | 11.10.                 | 1985                                | 09.29.                              |
| North Platte, Nebraska            | 11.01.                 | 1930                                | 09.13.                              |
| Goodland, Kansas állam            | 10.30.                 | 1995                                | 09.20.                              |
| Kansas City, Missouri             | 11.27.                 | 1898                                | 10.17.                              |
| St. Louis, Missouri               | 12.03.                 | 1916                                | 10.20.                              |
| Tulsa, Oklahoma                   | 12.15.                 | 1993                                | 10.29.                              |
| Oklahoma City, Oklahoma           | 12.15.                 | 1913                                | 10.26.                              |
| Amarillo, Texas                   | 11.26.                 | 1984                                | 09.29.                              |
| El Paso, Texas                    | 12.14.                 | 1980                                | 10.28.                              |
| Dallas-Fort Worth, Texas          | 01.15-02.09.           | 1951                                | 11.02.                              |
| Little Rock, Arkansas             | 01.16.-02.09.          | 1951                                | 11.02.                              |
| Memphis, Tenessee                 | 01.12.-02.09.          | 1951                                | 11.02.                              |
| Nashville, Tenessee               | 12.29.                 | 1925                                | 10.30.                              |
| Birmingham, Alabama               | 01.28.-02-09.          | 1950                                | 11.24.                              |
| Atlanta, Georgia                  | 01.21.-02.06.          | 1968                                | 11.11.                              |
| Columbia, Dél-Karolina            | 01.27.-02.05.          | 1901                                | 11.19.                              |
| Charlotte, Észak-Karolina         | 01.19.-02.07.          | 1968                                | 11.11.                              |
| Grandfather-hegy, Észak-Karolina  | 11.13.                 | 1977                                | 10.14.                              |
| Raleigh, Észak-Karolina           | 01.04.-02.14.          | 1953                                | 11.06.                              |
| Louisville, Kentucky              | 12.07.                 | 1989                                | 10.19.                              |
| Indianapolis, Indiana             | 11.24.                 | 1989                                | 10.18.                              |
| Chicago, Ilinois                  | 11.19.                 | 2006                                | 10.12.                              |
| Moline/Quad Cities, Ilinois/Iowa  | 11.22.                 | 1972                                | 10.18.                              |
| Milwaukee, Wisconsin              | 11.13.                 | 1889                                | 10.06.                              |
| Green Bay, Wisconsin              | 11.13.                 | 1909                                | 10.12.                              |
| Grand Rapids, Michigan            | 11.06.                 | 2000                                | 10.07.                              |
| Detroit, Michigan                 | 11.17.                 | 2006                                | 10.12.                              |
| Cleveland, Ohio                   | 11.11.                 | 2003                                | 10.02.                              |
| Columbus, Ohio                    | 11.21.                 | 1906                                | 10.10.                              |

## Ausztria
Az első hó 2014-ben Ausztriában, az Alpok keleti részén hullott 2014. szeptember 22-én. A Rüdolfshüttén 8 cm, Raxon és Feuerkogelen 3 cm-es hóréteget mértek.

## Bosznia-Hercegovina
2013-ban az első hó Szarajevóban november 25-én hullott le.

## Bulgária
A 2014/2015-ös tél első havazása október 25-26-án történt meg az ország jelentős részén. A Pamporovo síközpontban 25 centiméternyi friss hóréteg alakult ki.

## Csehország
2012. október 29-én reggelre hullott le az első hó Csehországban. A -5 fokos hideg miatt a hóréteg a városokban és vidéken is egyaránt megmaradt.

## Egyesült Királyság
A 2011/2012-es tél első havazása Londonban 2012. február negyedikén érkezett meg, amely miatt a londoni Heathrow repülőtéren több járatot törölni kellett.
2012. október 25-én hullott le az első hó Skóciában, melynek mennyisége 5 cm körül volt, míg Northumberland területén 2 cm körüli mennyiség hullott.
A 2013/2014-es tél első hóesése Dél-Angliában 2014. január 27-én esett.
2015-ben november 21-én hullott hó Anglia déli részén és a fővárosban.

## Egyiptom
2013 decemberében 112 év óta először hullott hó Kairóban és környékén. Legutoljára 1901-ben láthattak havat városukban az egyiptomi főváros lakói. A 2013. december tizenharmadikai havazás volt az egyiptomi fővárosban az évezred és a 21. század első havazása Egyiptomban.

## Észtország
2014-ben az első mérhető hómennyiség november 20-án hullott le az országban.

## Finnország
Finnország északi részén, a Lappföldön az első hó szeptember 27-e előtt már meg szokott jelenni. Délebbre haladva, ám még mindig Lappföldet figyelembe véve az első hó dátuma fokozatosan szeptember 27-e és október 10-e, majd október 10. és 17. közé esik. A Lappföldtől délre, az ország középső vidékein, Oulu tartományban az első havazás általában október 10-e után, viszont október 27-e előtt meg szokott történni. Az ország déli részén Nyugat-Finnországban és Kelet-Finnországban az első havazásokra október 27-e és november hatodika között kell számítani. Dél-Finnországban ugyanakkor az első hó többnyire november hatodika és tizenhatodika között szokott megérkezni, míg a legdélebbi, part menti sávban csak november közepét követően hullik hó.

## Franciaország
Az első hó Franciaországban 2013. november huszadikán Saint Etienne-ben, valamint az Alpok francia részein és az Ardennekben hullott le, több helyen komoly közlekedési akadályt okozva.
2016. november 7-én hullott le az első hó Párizsban és környékén, közlekedési dugókat okozva. A vékony hóréteg azonban a +5 °C-os hőmérséklet közepette nem maradt meg sokáig.

## Horvátország
A Zágrábtól északra elterülő Medvednica-hegységben leesett az első hó 2014. október 22-én.

## Irak
2008. január 11-én emberemlékezet óta az első hó hullott le a fővárosban, Bagdadban.

## Izrael
Hatvan év után először havazott Izraelben 2013. december 12-én.

## Japán
Bár az ország északi részén megszokott, hogy telente hó hullik, ugyanakkor a szubtrópusi éghajlatú részeken ez kevésbé gyakran fordul elő. A Kagosima prefektúra területén a Rjúkjú-szigetekhez tartozó Amami-szigeteken 1901. után 2016-ban hullott első alkalommal hó.
2014. október 28-án hullott le az első hó Hokkaidó szigetén, Szapporo, Hakodate és Aszahikava városok környékén.
2016. november 24-én hullott le az első hó Tokióban. Legutoljára 1962 novemberében hullott hó a japán fővárosban. A feljegyzések kezdete óta, azaz 1875 óta nem történt olyan, hogy a lehullott hólepel megmaradt volna a szigetország fővárosában.

## Kanada
Kanadában 2014. szeptember másodikán Alberta tartomány 1600 méternél magasabban fekvő hegyvidékein lehullott az első hó. Szeptember nyolcadikán és kilencedikén már az 1000 méteres tengerszint feletti magasságokon fekvő területeken is hótakaró borította be a tájat, többek közt az 1048 méteren fekvő Calgaryban is, ahol 12–20 cm hó hullott.

## Kína
2008. január 17-én havazott a Takla-Makán sivatagban Hsziangcsi tartományban. A havazás 11 napig tartott és mintegy 4 cm-es hótakaró alakult ki. A Takla Makán sivatagban viszonylag ritkán havazik.
2015. december 12-én szintén havazott a Takla Makán sivatagban.
A 2016 januárjában beáramló hideg légtömegek miatt havazott Kuangtung és Csunking tartományokban. Ezen a vidéken 1967 óta nem hullott hó.

## Koszovó
2013-ban az első hó Pristinában a Pristinai Nemzetközi Repülőtér időjárási mérőállomásának adatai alapján november 25-én hullott le.
2014. október 23-án hullt le az első hó Pristinában és környékén.

## Lengyelország
2009-ben az első havazás Lengyelországban október 14-én történt meg az ország keleti és déli vidékein.
2012.10.29-én hullott le Lengyelországban a 2012/2013-as tél első hava.
Varsóban az első havazás november hetedike környékén következhet be. November során változó eséllyel számíthatunk havazásra a sokéves átlag alapján. A novemberben lehulló csapadék átlag 24 százaléka komolyabb, 7 százaléka gyengébb havazások során hullik le. A havazás esélye november elején 12%, ami 11-én már 17%-ra nő, 21-én 25%, míg 30-án 30 százalék. A talajon megmaradó hóréteg esélye november első  harmadában gyakorlatilag nulla közeli, míg 11-én már 2% az esélye, 21-én 8%, míg harmincadikán 15 százalék.
Krakkóban november során változó eséllyel számíthatunk havazásra a sokéves átlag alapján. A novemberben lehulló csapadék átlag 18 százaléka komolyabb, 13 százaléka gyengébb havazások során hullik le. A havazás esélye november elején 2%, ami 11-én már 3%-ra nő, 21-én 5%, míg 30-án 6 százalék. A talajon megmaradó hóréteg esélye november első  harmadában gyakorlatilag nulla közeli, míg 11-én 2% az esélye, 21-én 8%, míg harmincadikán 15 százalék.

## Lettország
2014-ben az első mérhető hómennyiség november 20-án hullott le az ország nagy részén.

## Litvánia
2014-ben az első hó november 20-án hullott le Litvániában.

## Magyarország
Magyarországon az első havazás a hegyvidékeken november elején, míg a síkvidéki területeken november második felében szokott bekövetkezni. Ennek ellenére 1936-ban hóesést észleltek síkvidéki területeken már szeptember végén. Az első hótakaró a Kékestetőn november tizenegyedikén, a Kisalföldön december ötödikén, míg az Alföldön december kilencedike környékén szokott megmaradni. Budapesten a mérések kezdete óta a legkorábbi összefüggő hótakaróval borított nap 2003. október 24-én reggelre alakult ki, amikor is a hólepel már elérte az 1 cm-es vastagságot.
Magyarországon 2012. október 27-28-a éjjelén hullott az adott év első hava, amikor is a Soproni-hegységben, Brennbergbányán 3 cm-es hólepel alakult ki.
2013. november 25-én hullott le az első hó az ország nagyobb részén.
2014 első havazása november 25-én kedden alakult ki, amikor is a Kékestetőn és a Mátrában 5 centimétert meghaladó, míg a 300 méteres tengerszint feletti magasság fölötti Bélapátfalván csak foltokban, Bükkszentkereszten viszont egybefüggő hólepel alakult ki.
2015-ben az első kisebb, jelentéktelenebb téli csapadékmennyiség október 11-én hullott a Mátrában, ugyanakkor számottevő mennyiségű hótakaró csak november 21-én alakult ki a Mátra és a Mecsek magasabban fekvő (600 méter feletti) csúcsain. A Kisalföld térségében a 2015-2016-os tél első havazása 2016. január elsején következett be, amikor is hólepel vastagságú hótakaró alakult ki a vidék több pontján.
2016 első havazása október 5-én délután kezdődött és hatodikán hajnalban már 4 cm vastag hólepel borította a Galya-tetőt és a Kékest, valamint ezen túl a Nagy-Hideg-hegyet is. A Kőszegi-hegység területén november 6-án este havazott, ami a 2016/2017-es tél első havazása volt ezen a vidéken. 2016. november 8-án Zala megy több pontján és a Kab-hegyen is havazott.

## Marokkó
Marokkóban elsősorban az Atlasz-hegység magasabban fekvő, hegyvidéki területein hullik rendszeresen hó. Az első havazás a Marrákes környéki területeken 1998-ban és 1999-ben szeptember végén, míg 2000-ben és 2001-ben december végén következett be.
2018. január 29-én havazott Marokkó déli részén, Quarzazate város közelében és az ország délkeleti részein. A területen 50 éve nem havazott.

## Németország
2015. október 14-én hullott le az első hó Németország több alacsonyan fekvő pontján. Hó borította be a Felső Frankföldet, a thüringiai erdőt, Felső-Vogtlandot és a Nyugati Érchegységet is.
Münchenben az első hó általában november végén vagy december elején szokott lehullani.
| Év   | Hónap, nap |
| ---- | ---------- |
| 1997 | 10.27.     |
| 1998 | 11.01.     |
| 1999 | 11.22.     |
| 2000 | 12.28.     |
| 2001 | 11.15.     |
| 2002 | 09.24.     |
| 2003 | 12.15.     |
| 2004 | 11.07.     |
| 2005 | 11.17.     |
| 2006 | 11.01.     |
| 2007 | 10.19.     |
| 2008 | 11.21.     |
| 2009 | 10.13.     |
| 2010 | 11.22.     |
| 2011 | 12.05.     |
| 2012 | 10.27.     |
| 2013 | 11.15.     |
| 2014 | --.--      |

## Olaszország
Siracusában 2014 decemberének végén 80 év után először ismét havazott. Ez a térségben az évszázad, és egyben az évezred első havazása is.

## Oroszország
Az első hó gyakran már október elején lehull.

## Románia
2011. október 10-én hullot le az első hó Székelyföldön, a Bodzai-havasok vidékén.
2013. szeptember negyedikéről, ötödikére virradóra a 2000 méter fölötti hegyoldalakon lehullott az első hó a Retyezát-hegységben Erdélyben.
2013. október elsején, kedden hullott le az első hó Székelyföldön és Erdély többi hegyvidéki részén. A Brassó környéki hegyekben 15 cm hóréteg alakult ki a havazást követően.
2015. szeptember 10-én lehullott az első hó az Omu-csúcson és a Bucsecs-hegységben. A meteorológusok szerint nem ritka jelenség a szeptemberi havazás a Kárpátok csúcsain.
2015. szeptember 29-én lepelnyi hó hullott a Madarasi-Hargitán és a Máramarosi-havasokban.
2016. szeptember 21-én vékony hólepel alakult ki a Csíkszeredához tartozó Hargitafürdőn, mintegy 1350 méteres tengerszint feletti magasságban.
2017. augusztus 23-án 3 centiméteres hóréteg alakult ki egy erőteljes hidegfront hatására a Radnai-havasok területén, a 2303 méter magas Nagy-Pietrosz-csúcson.

## Spanyolország
Az első hó Spanyolországban 2013. november huszadikán az ország tizenöt északi és keleti tartományában és Mallorcán hullott le, több helyen komoly közlekedési akadályt okozva.

## Szerbia
A statisztikák alapján Szerbiában a Sjeničko-Pester-fennsíkon az első hó októberben, október végén szokott lehullani.

## Szlovákia
2014. szeptember 23-án lehullott az első hó a Magas-Tátrában.
2015. október 12-ére virradóra lehullott az első hó Igló (Spišská Nová Ves), Poprád és Štrba környékén.

## Törökország
Törökországban az első hó 2010-ben október nyolcadikán hullott le a következő helyeken: Toros-hegység, Erciyes, Ilgaz, Kartkalkaya és Süphan.

## Ukrajna
2012. szeptember 21-én hullott le az első hó Ukrajnában, a Kárpátok területén.
2016. szeptember 22-én hullott le az első hó Kárpátalján, az 1800 méteres magasság feletti területeken. A Hoverla és a Pop Iván hegycsúcsokat is hó lepte be egy erősebb hidegfront hatásaként.